# Bolívar (Cochabamba)
Bolívar es un pueblo y municipio de Bolivia, capital de la provincia de Bolívar en el departamento de Cochabamba. La localidad se encuentra a una altitud de 3.735 m s. n. m.  en la cordillera de Azanaques, en la parte septentrional de la Cordillera Central. El municipio tiene una población de 7279 habitantes (según el censo de 2012). Su nombre le rinde tributo al Libertador Simón Bolívar, encontrándose en el centro del poblado vestigios de su paso por este territorio en 1825.

## Demografía
De acuerdo con el censo boliviano de 2024, la población del municipio de Bolívar es de 8 197 habitantes.
La población del municipio cambió poco entre 1992 y 2024:
| Año  | Habitantes (municipio) | Fuente |
| ---- | ---------------------- | ------ |
| 1992 | 7 081                  | Censo  |
| 2001 | 8 635                  | Censo  |
| 2012 | 7 279                  | Censo  |
| 2024 | 8 197                  | Censo  |

## Transporte
Bolívar se ubica al suroeste, a 156 kilómetros por carretera de Cochabamba, la capital del departamento.
Desde Cochabamba, la carretera nacional asfaltada Ruta 4 conduce hacia el oeste pasando por la localidad de Quillacollo hasta Pongo y luego hasta Caracollo, donde se encuentra con la Ruta 1, que cruza el Altiplano de norte a sur. Ocho kilómetros detrás de Pongo se bifurca hacia el sur un camino rural, que luego de 27 km llega al pueblo de Tacopaya y luego de otros 29 kilómetros a Bolívar. El camino continúa hasta Sacaca, en el departamento de Potosí.